# Straż Dzienna
Straż Dzienna (ros. Дневной Дозор, transkr. Dniewnoj Dozor) – rosyjski thriller fantasy z 2006 roku w reżyserii Timura Biekmambietowa, zrealizowany na motywach zaczerpniętych z powieści Siergieja Łukjanienki Nocny Patrol.
Książka Łukjanienki i Władimira Wasiljewa, nosząca analogicznie tytuł Dzienny Patrol, chociaż jej akcja osadzona jest w tych samych realiach i występują w niej ci sami bohaterowie, z fabułą filmu nie ma nic wspólnego. Film jest kontynuacją Straży Nocnej (2004).

## Obsada
- Konstantin Chabienski – Anton Gorodecki
- Aleksiej Czadow – Kostia, młody wampir
- Jurij Kucenko – Ignat (jako Gosza Kucenko)
- Igor Lifanow – Papuga
- Siergiej Łukjanienko – Rusłan, mag
- Rimma Markowa – Daria, stara czarownica
- Władimir Mieńszow – Geser
- Dmitrij Martynow – Jegor, syn Antona
- Marija Mironowa – matka Jegora
- Marija Poroszyna – Swietłana
- Galina Tiunina – Olga
- Wiktor Wierzbicki – Zawulon
- Walerij Zołotuchin – ojciec Kostii, wampir
- Żanna Friske – Alicja Donnikowa
- Nikołaj Olialin – Inkwizytor

## Produkcja
Zdjęcia kręcono w Petersburgu (m.in. w tamtejszym metrze).